# Muri (Japans)
Muri (無理) is een Japans woord dat zoiets betekent als "onredelijk; onmogelijk; boven iemands macht, te moeilijk, te sterk, verplicht, overvloedig, onmatig". Het is een basisbegrip van het Toyota Productie Systeem (TPS), wat weer terugkomt in de lean manufacturing, omdat het een van de drie types van verspilling is (muda, mura, muri).

## Toepassing
Feitelijk is de grote bijdrage van Henry Ford de vermindering van muri en niet zozeer de lopende band zelf. De lopende band kon alleen maar goed functioneren als iedere werkplek in een bepaalde tijd de werkzaamheden kon uitvoeren. Daarvoor was het noodzakelijk dat er gestandaardiseerd werd en overbelasting (muri) verbannen werd.